# ユ・ホジン

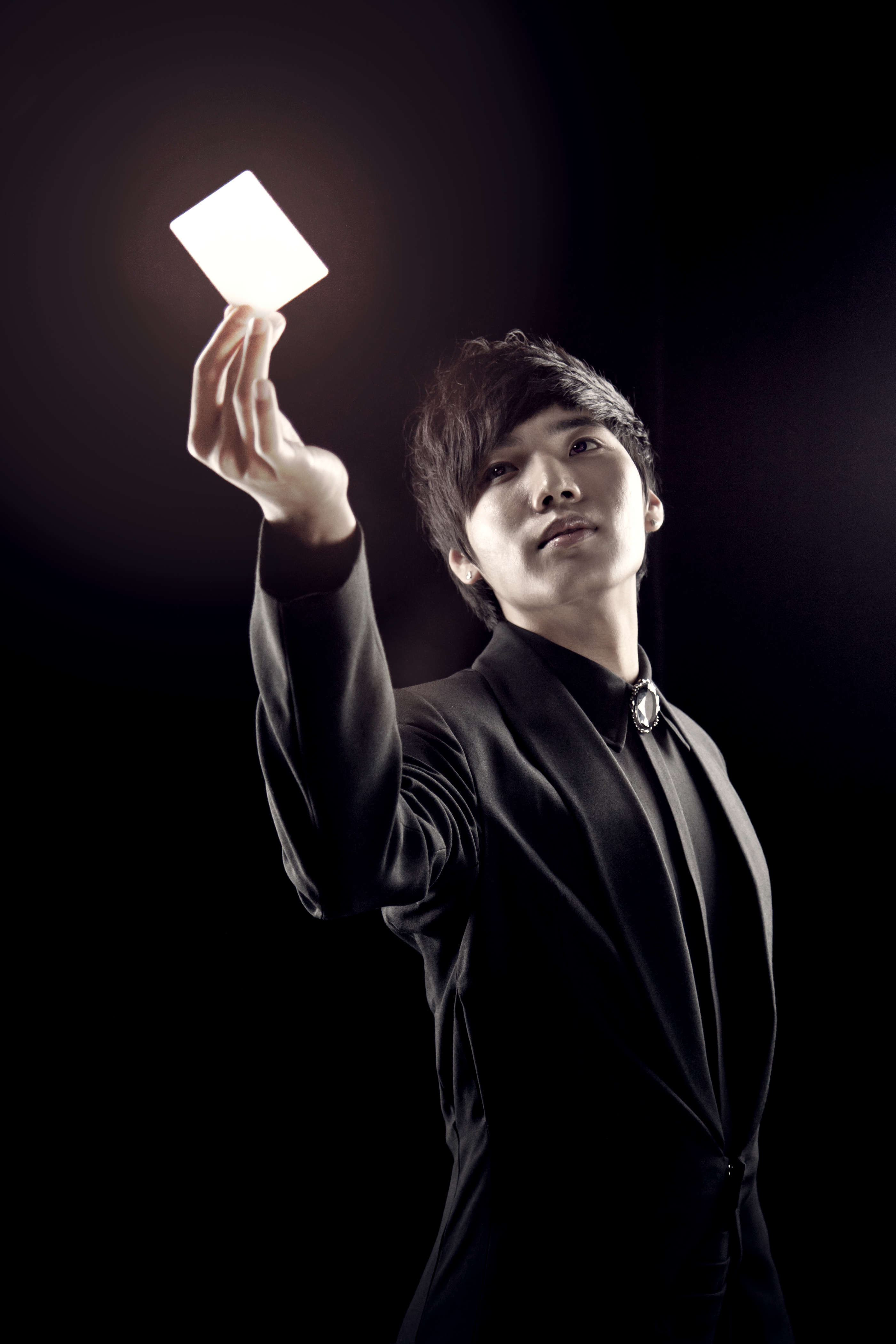
ユ・ホジン

ユ・ホジン（Yu Hojin 、1992年12月25日 - ）は、韓国のマジシャン。東釜山大学マジックエンターテイメント科卒。
2012年にFISMグランプリのステージ部門に選ばれた。この賞に選ばれた初のアジア人となっている。